# Music Man (album)
Music Man è il quarantesimo album di Waylon Jennings, pubblicato dalla RCA Victor nel maggio del 1980 e prodotto da Richie Albright.
Il disco contiene il brano (omonimo) tratto dalla nota serie televisiva statunitense Hazzard, che raggiunse il numero 1 in classifica pop.

## Tracce
Lato A
1. Clyde – 2:39 (J.J. Cale)
2. It's Alright – 2:59 (Waylon Jennings)
3. Theme from The Dukes of Hazzard (Good Ol' Boys) – 2:06 (Waylon Jennings)
4. Nashville Women – 3:32 (Harlan Howard)
5. Do It Again – 3:45 (Donald Fagen, Walter Becker)

Lato B
1. Sweet Music Man – 3:33 (Kenny Rogers)
2. Storms Never Last – 2:50 (Jessi Colter)
3. He Went to Paris – 3:18 (Jimmy Buffett)
4. What About You – 3:32 (Johnny Wright, Jack Anglin, Jim Anglin)
5. Waltz Across Texas – 5:10 (Talmadge Tubb)

## Musicisti
- Waylon Jennings - voce, chitarra, dobro, banjo
- Billy Ray Reynolds - chitarra
- Gordon Payne - chitarra, armonica
- Jerry Reed - chitarra
- Johnny Rodriguez - chitarra
- Rance Wasson - chitarra
- Randy Scruggs - chitarra
- Rick L.D. Wayne - chitarra
- Ralph Mooney - steel guitar, dobro
- Berny Robertson - tastiere
- Charles Cochran - tastiere
- Bill Graham - violino
- Duke Goff - basso
- Jerry Bridges - basso
- Richie Albright - batteria, percussioni
- Carter Robertson - accompagnamento vocale